# Lively Point
Der Liveley Point (in Chile Cabo Aguirre Romero) ist eine Landspitze, die das südwestliche Ende der Renaud-Insel im Archipel der Biscoe-Inseln westlich der Antarktischen Halbinsel bildet.
Die Biscoe-Inseln wurden 1832 von einer britischen Expedition (1830–1832) unter John Biscoe entdeckt und bei der Vierten (1903–1905) und Fünften Französischen Antarktisexpedition (1908–1910) unter Jean-Baptiste Charcot kartiert. Die Renaud-Insel war Gegenstand von Vermessungsarbeiten der British Graham Land Expedition (1934–1937) unter John Rymill. Das UK Antarctic Place-Names Committee benannte die Landspitze 1953 nach dem Kutter Lively, einem der beiden Schiffe bei Biscoes Forschungsfahrt. Namensgebe der chilenischen Benennung ist L. Aguirre Romero, Steuermann der Yelcho bei der 1916 durchgeführten Rettung der auf Elephant Island gestrandeten Teilnehmer der Endurance-Expedition (1914–1917) des britischen Polarforschers Ernest Shackleton.